# Michális Sifákis
Michális Sifákis (en grec : Μιχάλης Σηφάκης), né le 9 juillet 1984 à Héraklion, est un footballeur grec. Il évolue au poste de gardien de but dans le club du Samsunspor, en Turquie.
Il joue à l'Aris FC depuis juillet 2008 en provenance de l'OFI Crète. Il compte quinze sélection avec l'équipe de Grèce de football.
Il arrive en Belgique au Sporting de Charleroi pour la saison 2012-2013 afin de concurrencer le gardien congolais Parfait Mandanda.  Il jouera 11 matches dont 1 en coupe de Belgique. 
Il retourne dans son pays pour les 2 saisons suivantes.
Il revient en Belgique, au KV Courtrai cette fois au début de la saison 2015-2016.
Il est le fils de Mirónas Sifákis, ancienne gloire de l'OFI Crète, qui évoluait au poste de gardien de but lui aussi.

## Clubs
- 1999-2007 :  OFI Crète
- 2007-2008 :  Olympiakos (prêt)
- 2008-2012 :  Aris
- 2012-2013 :  Sporting Charleroi
- 2013-2014 :  Atromitos FC
- 2014 - :  APO Levadiakos